# Bremiska infanteriregementet
Bremiska infanteriregementet var ett infanteriregemente i svenska armén som var organiserat i Tyskland under början av 1700-talet.

## Historia
Regementet hade sitt ursprung i Bidals kretsbataljon som organiserades år 1682. Bataljonen omgjordes till regemente år 1690 eller 1703 och utgjordes av 1 128 värvade soldater i Stade i Tyskland. År 1707 flyttades 255 man över till Pommerska infanteriregementet. Bremiska infanteriregementet upplöstes när Stralsund kapitulerade år 1715.

### Regementschefer
- Nils Gyllenstierna 1699–1711
- Ludvig von Wöllwarth 1711–1715
- Bengt Ribbing 1715
- Svante Wilhelm Björnsköld 1719–1721

## Kampanjer
- Stora nordiska kriget (1700–1721)

## Namn, beteckning och garnison
| Namn                         | Från      |   | Till |
| ---------------------------- | --------- | - | ---- |
| Bremiska infanteriregementet | 1690/1703 | – | 1715 |

| Beteckning       | Från |   | Till |
| ---------------- | ---- | - | ---- |
| Ingen beteckning |      | – |      |

| Övningsfält eller förläggningsort | Från |   | Till |
| --------------------------------- | ---- | - | ---- |
| Inget övningsfält                 |      | – |      |

### Webbkällor
- Holmén, Pelle; Sjöberg, Jan (2007). ”Swedish Armed Forces 1900-2000”. Arkiverad från originalet den 28 september 2007. https://web.archive.org/web/20070928144143/http://www.tdg.nu/swedish_armed_forces/. Läst 20 augusti 2007.
- Högman, Hans (2007). ”Militaria - Svensk militärhistoria”. Arkiverad från originalet den 5 december 2012. https://archive.is/20121205021624/http://www.algonet.se/~hogman/militaria.htm. Läst 20 augusti 2007.
- Persson, Mats (1998). ”Swedish Army Regiments”. Arkiverad från originalet den 30 augusti 2007. https://web.archive.org/web/20070830204348/http://www.mvs.chalmers.se/~m95perm_2/forband/. Läst 20 augusti 2007.
- Sharman, Ken (2000). ”Swedish military administrative division as per 1629”. http://home.golden.net/~ksharman/gnw/Indel.html. Läst 20 augusti 2007.